# Avitelmessus grapsoideus
Avitelmessus grapsoideus là một loài cua đã tuyệt chủng sống vào thời kỳ Creta muộn. Đây là loài duy nhất trong chi Avitelmessus. Hóa thạch của nó hiện diện tại vùng đông nam Hoa Kỳ.
Bộ xương ngoài (vỏ) của Avitelmessus dài chừng 2,25 inch (5,7 cm) và có hình dạng gần như ovan. Ít nhất một mẫu vật có dấu vết của màu (một điều không phổ biến ở hóa thạch cua) đã được phát hiện. Những vết màu này cho thấy con cua có "màu nền trung tính, với những mảng và đốm tối, và những sọc sáng màu.

## Lịch sử phân loại
Avitelmessus được mô tả năm 1923 bởi Mary J. Rathbun, người đã đặt nó vào chi Atelecyclidae. Martin Glaessner chuyển nó sang họ Dakoticancridae năm 1960.

## Vùng hóa thạch
Avitelmessus ban đầu được mô tả dựa trên mẫu gốc từ thành hệ Peedee của Bắc Carolina, cũng như những mẫu vật từ thành hệ Ripley của Mississippi. Sau đó, Rathbun còn mô tả những cá thể từ miền tây Tennessee. Avitelmessus cũng hiện diện tại đồng bằng ven biển Đại Tây Dương và vũng Mississippi.

## Chủ đề
1. 1 2 3  Palmer, Douglas; và đồng nghiệp (2009). "Cretaceous". Trong Burnie, David (biên tập). Prehistoric Life: the Definitive Visual History of Life on Earth . New York, NY: DK Publishing. tr. 303. ISBN 978-0-7566-5573-0.
2. 1 2 3 4 5  Kesling, Robert V.; Reimann, Irving G. (ngày 18 tháng 1 năm 1957). "An Upper Cretaceous crab, Avitelmessus grapsoideus Rathbun". Contributions from the Museum of Paleontology. Quyển 14 số 1. Ann Arbor: University of Michigan. tr. 1–15.
3. 1 2  Bishop, G. A.; Feldmann, R. M.; Vega, F. (1998). "The Dakoticancridae (Decapoda, Brachyura) from the Late Cretaceous of North America and Mexico". Contributions to Zoology. Quyển 67 số 4. tr. 237–256.
4. ↑  Bishop, Gale A. (1988). "A new crab, Seorsus wadei, from the Late Cretaceous Coon Creek Formation, Union Country, Mississippi". Proceedings of the Biological Society of Washington. Quyển 101 số 1–4. tr. 72–78.
5. ↑  Bishop, Gale A. (1986). "Occurrence, preservation, and biogeography of the Cretaceous crabs of North America". Trong Gore, Robert H.; Heck, Kenneth L. (biên tập). Crustacean Biogeography. Crustacean Issues. Quyển 4. A. A. Balkema. tr. 130. ISBN 978-90-6191-593-5.{{Chú thích sách}}:  Quản lý CS1: nhiều tên: danh sách biên tập viên (liên kết)